# كتابة القرآن
رسم المصحف العثماني هو الوضع الذي ارتضاه الخليفة عثمان بن عفان في كتابة كلمات القرآن الكريم وحروفه، واختلف العلماء هل رسم المصاحف توقيفي من النبي محمد، أم اجتهادي من صحابته الذين قاموا بجمع القرآن. كما يعد علم كتابة القرآن شعبة من شعب علوم القرآن، ولم تكن طريقة كتابة المصحف مختلفة عن طريقة الكتابة عند العرب في ذاك الزمان.

## قواعد رسم المصحف العثماني

### الحذف
حذف الألف في﴿يأيها﴾، والياء في﴿تعلمنِ﴾، والواو في﴿فأوا﴾.

### الزيادة
عندما كتب الصحابة القرآن وافقوا الرسم القياسي الإملائي في أغلب قواعده، وجاء اختلافهم في اليسير منها كزيادة بعض الأحرف، وقد علل العلماء ذلك بعلل، منها: ليكون رسم المصاحف مميزا ولا يكون الأخذ إلا منها، فلا يهتدي المرء إلى تلاوة القرآن إلا بطريق العرض والمشافهة، أو للدلالة على وجه من أوجه القراءات، أو أن زيادة الألف في الفعل؛ لأن الفعل أثقل من الاسم، وغير ذلك من العلل كلها لا تعد أن تكون ظنية ولكن الشيء الوحيد الذي يمكن التسليم به: أن المصحف كتب هكذا لحكمة لم نفهمها وإشارة لم ندركها.
ترد بعض الزيادات التي وردت في الرسم الذي انتهى عليه أمر القرآن في العرضة الأخيرة، في جمع عثمان للقرآن الكريم، وهذه الزيادة تدور في الألف والياء والواو، كزيادة الألف بعد الميم في مئة نحو: {مِائَةَ} [البقرة: 259]، {مِائَتَيْنِ} [الأنفال: 65] حيث وقعت، وزيادة الألف في قوله: {لأاْذْبَحَنَّهُ} [النمل: 21]، وزيادة الياء في نحو: {تِلۡقَآيِٕ} [يونس: 15]. و{وَإِيتَآيِٕ} [النحل: 90]. وزيادة الواو في نحو: {وَأُوْلَٰتُ} [الطلاق: 6].
وهي ما زيد في الخط ولكنه لا يلفظ، وهي تدور في الألف والياء والواو على النحو التالي:

#### زيادة الألف
- تزاد الألف بعد الميم في مئة، نحو: {مِائَةَ} [البقرة: 259]، {مِائَتَيْنِ} [الأنفال: 65] حيث وقعت.
- تزاد الألف بعد النون، نحو: {لَكُنَّا} [الصافات: 169]، {أَنَا} [البقرة: 258] حيث وقعت، {الظُّنُونَا} [الأحزاب: 10].
- تزاد الألف بعد الشين في نحو: {لِشَاىءٍ} [الكهف: 23].
- تزاد الألف بعد اللام في نحو: {الرَّسُولَا}، {السَّبِيلَا} [الأحزاب: 66، 67]، {سَلْسَبِيلَا} [الإنسان: 4].
- تزاد الألف بعد واو الجمع المتطرفة المتصلة بالفعل أو باسم الفاعل، نحو: {آمَنُوا} [البقرة: 9]، {فَاسْعَوْا} [الجمعة:9]، {ومُرْسِلُوا} [القمر: 57].
- تزاد الألف بعد الواو المتطرفة في: (بنو إسرائيل، وأولوا) حيث وقعت. وكذا زيادة الألف في قوله: {لأاْذْبَحَنَّهُ} [النمل: 21].

#### زيادة الياء
زيدت الياء في رسم المصاحف في هذه الكلمات:
- {تِلۡقَآيِٕ} [يونس: 15].
- {وَإِيتَآيِٕ} [النحل: 90].
- {ءَانَآيِٕ} [طه: 130].
- {وَرَآيِٕ} [الشورى: 51].
- {بِأَييِّكُمُ} [القلم: 6].
- {بِأَيۡيْدٖ} [الذاريات: 47].
- {أَفَإِيْن} [الأنبياء: 34، آل عمران: 144].
- {نَّبَإِيْ} [الأنعام: 34].

وتزاد الياء في كلمة {مَلَأٌ} إذا خفضت وأضيفت إلى ضمير، نحو:
- {وَمَلَإِيْهِۦ } [الأعراف: 103].

#### زيادة الواو
زيدت الواو في أربع كلمات:
- {وَأُوْلِي} [النساء: 83] حيث وقعت.
- {وَأُوْلَٰتُ} [الطلاق: 6].
- {أُولاءِ} [آل عمران: 119] كيف جاءت.[6][7][8]

### الهمز
إن الصحابة والتابعين لما كتبوا المصحف، كانت مصاحفهم مجردة من النقاط والحركات، ولما كانت الهمزة تتكرر في المصحف احتاجوا إلى طريقة لتثبيتها، واستعاروا لها شكل ما تؤول إليه في تخفيفها، تنبيهًا على توسعهم فيها.
الهمزة إما أن تكون ساكنة أو متحركة، فأما الساكنة فتقع من الكلمة وسطًا وطرفًا، وترسم في الموضعين بصورة الحرف الذي منه حركة ما قبلها؛ لأنها به تبدل في التخفيف، نحو: البأس، وجئت، المؤمنون، اقرأ، ونبئ، ولؤلؤ. الهمزة المتحركة تقع من الكلمة ابتداءً ووسطًا وطرفًا. فأما التي تقع ابتداءً فإنها ترسم ألفًا، نحو: أخذنا، وإبراهيم، وأوحي، وكذلك حُكمها إن اتصل بها حرف دخيل زائد، نحو: سأَصرف. وأما التي تقع وسطًا فلها ثلاثة أحوال:
1. أن ترسم بصورة حركة الهمزة؛ وذلك إذا كانت الهمزة مفتوحة أو مضمومة أو مكسورة وقد سبقت بفتح، لأنها بها تخفف، نحو: سأل، ويئس، ويذرؤكم، وكذا إذا كانت الهمزة مضمومة أو مكسورة وقد سبقت بألف، نحو: ءاباؤكم، وءابائهم.
2. أن ترسم بصورة حركة الحرف الذي قبل الهمزة، وذلك إذا كانت الهمزة مفتوحة وقد سبقت بضم أو كسر، أو مضمومة وقبلها كسرة، لأنها به تبدل في التخفيف، نحو: الخاطئة، والفؤاد، أنبئكم.
3. أن ترسم بلا صورة، وذلك في كل ما يخفف فيه بالنقل أو بالبدل، نحو: يسأل، شيئًا، ونحو ذلك، أو ما فيه اجتماع ألفين أو واوين أو ياءين، نحو: ءادم، وإسراءيل، برءوسكم، وكذا إذا كان الساكن الواقع قبلها ألفا وانفتحت، نحو: أبناءنا.

وأما التي تقع طرفا فأنها ترسم بصورة حركة الحرف الذي قبل الهمزة، لأنها بها تخفف لقوته، نحو: بدأ، وقرئ، وامرؤا، وإن سكن ما قبلها لم ترسم لها صورة، نحو: المرء. فهذا قياس رسم الهمزة في جميع أحوالها وحركاتها، وقد جاءت حروف في الرسم خارجة عن ذلك لمعان.

### البدل
مثل كتابة الألف واواً للتفخيم في﴿الصلوة﴾، وكتابة النون ألفا في نون. التوكيد المخففة﴿لنسفعاً﴾، وهاء التأنيث تاء مفتوحة في نحو﴿رحمت﴾.

### الوصل والفصل
ذلك كوصل أن بِلا، وعن وكل بِما.

### ما فيه قراءتان
يكتب برسم إحداهما، نحو ﴿يخدعون، غيبت﴾.

### السكتات في القرآن
يوجد في القرآن أربع سكتات، والسكوت للحظة من القراء ثم المواصلة

## الشكل والنقط
بقيت المصاحف العثمانية خالية من الشكل والإعجام. وكان الصحابة لفصاحتهم، وسلامة سليقتهم - لا يحتاجون إلى شيء من ذلك، حتى إتّسعت رقعة الدولة الإسلامية اتساعًا عظيمًا، واختلط العرب بالأعاجم، وأصبح العالم الإسلامي ضخمًا يموج بمختلف الأجناس، فضعفت السليقة وشاع اللحن، ودعت الحاجة لضبط القرآن بالشكل والحركات.
عهد الإمام علي بن أبي طالب إلى أبي الأسود الدؤلي للقيام بهذه المهمة، وهو أهل لذلك؛ لأنه من وجوه التابعين وفقهائهم ومحدثيهم، فكان أول من وضع النقط في المصاحف لتصوير حركات الإِعراب. وانتهى به اجتهاده أن اتّخذ علامة الفتحة نقطة فوق الحرف، وجعل علامة الكسرة نقطة أسفله. أما علامة الضمة فقد وضعها نقطة بين أجزاء الحرف، وجعل علامة السكون نقطتين.
وتوالت علامات ضبط الكلمات بالشكل إلى أن عهد عبد الملك بن مروان إلى الحجاج بن يوسف بإيجاد طريقة أدق في ضبط الكلمات فطلب الحجاج من الحسن البصري، ويحيى بن يعمرالعدواني شكل المصحف، فوضع هذان العالمان شكلًا جديدًا. وهو ما درج عليه الناس من قرون حتى يومنا هذا من علامات الفتحة والضمة والكسرة والسكون. وبقيت النقط على بعض الحروف. وسمى العلماء الحرف الغير منقوط «مُهْمَلًا» وسموا الحرف المنقوط «مُعْجَمًا».
ثم تدرّج الناس في وضع الرموز التي تشير إلى رؤوس الآيات، وعلامة الوقف إلى غير ذلك من وجوه التحسين.

## ضوابط في كتابة القرآن

### النهي عن كتابة القرآن على شيء يوطأ
نهى رسول الله صلى الله عليه وسلم أن نكتب القرآن في الأرض، وحدثنا القاسم بن مالك، عن محمد بن الزبير، عن عمر بن عبد العزيز قال: قال رسول الله صلى الله عليه وسلم: لا تكتبوا القرآن إلا في شيء طاهر، قال: وسمعت عمر بن عبد العزيز يقول: لا تكتبوا القرآن حيث يوطأ.

### ‌كتابة القرآن بشيء طاهر
عن عمر بن عبد العزيز: قال رسول الله صلى الله عليه وسلم "لا تكتبوا القرآن إلا في شيء طاهر"، ولا يجوز كتابة القرآن بشيء غير طاهر ويكره كتابته على الجدران.

### كتابة القرآن في عهد النبي صلى الله عليه وسلم
وكان الصحابة ومن تبعهم يكتبون آيات القرآن وغيرها على عسيب السعف (وهو الأصل العريض من جريد النخل) وعلى الألواح من أكتاف الغنم وغيرها من العظام الطاهرة والخرق والأدم (أي الجلود مثل ورق الغزال)، فقد جمع بعض آيات القرآن منها.
وفي "البخاري" لما نزلت آية: {لاَّ يَسْتَوِي الْقَاعِدُونَ مِنَ الْمُؤْمِنِينَ}، قال عليه السلام للبراء بن معرور ادع لي زيداً، وليجىء باللوح والدواة والكتف.... إلخ"، وروى أن عثمان بعث إلى أبى بن كعب، بكتف شاة مكتوب عليها بعض القرآن ليصلح بعض حروفه، وفي بعض روايات البخاري أن الرسول صلى الله عليه وسلم قبل موته بأربعة أيام، وكان ذلك يوم الخميس، قال لهم، ايتونى بكتف أكتب لكم كتاباً لا تضلوا بعدي.
ويروى أن الشافعي رضوان الله عليه، كان كثيراً ما يكتب المسائل على العظام، لقلة الورق، وهناك بعض المصاحف مكتوبة على رق غزال، نعم، المصاحف التي أمر سيدنا عثمان بنسخها وإرسالها إلى أجناد الأمصار كانت على الكاغد، ما عدا المصحف الذي كان عنده بالمدينة فإنه على رق الغزال كما شوهد بمصر.

## طباعة القرآن

### ‌مرحلة طباعة القرآن
ظهرت آلات الطباعة وبدأ استعمالها سنة "835ه-1431م"، وكانت الطباعة في بدايتها تقوم على تنضيد الحروف وليس على تصوير المكتوب، لذا فقد كانت الطباعة في تلك الفترة على الرسم الإملائي، لتعذر الالتزام بالرسم العثماني، ثم ظهرت بعض الطبعات سنبينها فيما يلي:
1. ظهرت أول طبعة للقرآن الكريم في البندقية في إيطاليا، في حدود سنة "937ه-1530م" ولكن السلطات الكنسية أصدرت أمراً بإعدامه حال ظهوره.[31][32]
2. ‌ثم قام "هنلكمان" بطبع القرآن في مدينة هامبورج في ألمانيا سنة "1106ه-1694م".
3. ثم تلاه مراكي بطبعة في مدينة بادو في إيطاليا، سنة "1110هـ - 1698" وليس لهذه الطبعات الثلاث أثر يذكر في العالم الإسلامي[33]، وظهر فيها أخطاء فاحشة.[34]

### في العالم الإسلامي فقد ظهرت عدت طبعات منها
1. أول طبعة إسلامية للقرآن كانت في سانت بطرسبرج في روسيا سنة "1201هـ - 1787م" وهي التي قام بها مولاي عثمان.
2. ثم ظهرت في إيران طبعتان حجريتان، الأولى في طهران سنة "1244هـ - 1828م"، والثانية في تبريز سنة "1249هـ - 1833م".
3. وأصدر المستشرق فلوجل طبعة خاصة سنة "1250هـ - 1834م" في مدينة ليبزيغ في ألمانيا، وتلقاها الأوربيون بحماس منقطع النظير، بسبب إملائها الحديث الميسر.
4. وظهرت طبعة جديدة للقرآن في قازان عاصمة التتار، سنة "1295هـ-1877م"، وفي آخرها تصويب للأخطاء المطبعية، ومع طبعها بطريقة صف الحروف، إلا أن فيها التزاماً في بعض المواضع لرسم المصحف.
5. وظهرت طبعات للقرآن في الهند، ثم طبع في الآستانة عاصمة الخلافة العثمانية في تركيا سنة "1295هـ - 1877م" فطبع على أصل مصحف مخطوط بقلم الخطاط التركي المشهور حافظ عثمان "ت 1110هـ" وإذا علمنا أن هذه الطبعة من أفضل الطبعات وأدقها[32]، ومع هذا فلم تكن ملتزمة للرسم العثماني التزاماً دقيقاً، فيجب على كل مسلم أن يتخذ لنفسه مصحفاً من المصاحف التي رسمت على رسم مصاحف أهل السنة والجماعة.[35]
6. وكتب الشيخ رضوان بن محمد الشهير بالمخللاتي مصحفاً اعتنى فيه بكتابة الكلمات القرآنية على قواعد الرسم القرآني، وأضاف إليها بعض الإفادات المتعلقة بالعد والوقف وتحرير الرسم والضبط وتاريخ كتابة القرآن وغير ذلك، وطبع هذا المصحف في المطبعة البهية في القاهرة سنة "1308هـ - 1890م"، قال الشيخ عبد الفتاح القاضي: "وكان هذا المصحف هو المتداول بين أهل العلم والقراء، والمعول عليه عندهم المقدم دون سائر المصاحف لما اشتمل عليه من المزايا السابقة بيد أنه لم يبرز في صورة حسنة تروق الناظر وتنشط القارئ، لرداءة ورقه، وسوء طبعه، إذ إنه طبع في مطبعة حجرية".[36]
7. ثم أصدر الملك فؤاد الأول أمره إلى مشيخة الأزهر بتشكيل لجنة قامت بكتابة القرآن حسب قواعد الرسم العثماني، وضبطوه الضبط التام، وأضافوا إليه عدد الآي في كل سورة وأنها مكية أو مدنية وأنها نزلت بعد سورة كذا، ورقموا الآيات، وعلامات الوقوف، والأجزاء والأحزاب والأرباع، والسجدات، وقد كتب هذا المصحف بخط أحد أعضاء اللجنة، وهو الشيخ محمد بن علي بن خلف الحسيني الحداد "ت 1357هـ"، شيخ المقارئ المصرية حينئذاك، وانتهت اللجنة من أعمالها عام "1337هـ"، فأمر الملك فؤاد بطبعه، فطبع سنة "1342هـ - 1923م"، ويعرف هذا المصحف بـ"المصحف الملكي"، ثم أعيد طبعه بعد ذلك عدة مرات وفاقت هذه الطبعة كافة الطبعات في الشهرة والقبول مع أنها لا تخلو من ملحوظات.[36]
8. وفي عام 1368هـ صدر مصحف سمي بمصحف مكة المكرمة، وكتبه الخطاط المشهور محمد طاهر بن عبد القادر كردي، وراجعه عدد من علماء مكة المكرمة حينذاك، ثم توالت الطبعات التجارية في مختلف بلدان العالم الإسلامي وغير التجارية، وأصبح عرضة لإهمال الطابعين وتساهل الناشرين عن العناية بتصحيحه ومراجعته توفيرا لتكاليف طبعه.[32]

### ‌‌إنشاء مجمع الملك فهد لطباعة المصحف الشريف
احتاج الأمر إلى الإنفاق على طبع القرآن الطبعات السليمة، فتصدت لهذا الأمر حكومة المملكة العربية السعودية، بإنشاء "مجمع الملك فهد لطباعة المصحف الشريف" بالمدينة النبوية، وزود بأحدث وأرقى أنظمة الطباعة وإمكاناتها، لإصدار طبعة سليمة ممتازة للمصحف، بإشراف عدد من العلماء المتخصصين، ونشر هذا المصحف على أوسع نطاق، وبهذا يتحقق سد حاجة المسلمين لهذا النوع من الطباعة، والحد من تلاعب ضعاف النفوس من الناشرين والطابعين بكتاب الله.

## وصلات خارجية
- علم رسم القرآن الكريم